# Caroline Gravière
Pour les articles homonymes, voir Gravière (homonymie).
Caroline Gravière, née Estelle Crèvecœur le 27 mai 1821 à Bruxelles où elle est morte le 20 mars 1878, est une écrivaine belge d'expression française. Elle s'inscrit dans le courant du réalisme littéraire de la seconde moitié du XXe siècle avec des œuvres moins marquées de stéréotypes que celles de ses pairs masculins. Ses récits sont des critiques des conventions sociales et des préjuges qu'elle considère être des obstacles au bonheur. Elle aborde des sujets osés pour l'époque : l'égalité sociale des sexes, les droits de femmes, la place du sentiment dans le mariage et aussi la place inégale des femmes dans les lois et la société

## Biographie

### Jeunesse
Estelle Crèvecœur naît à Bruxelles le 27 mai 1821. Elle est la fille d'un ancien notaire d'Arquennes, près de Seneffe et petite-fille, par sa mère, d’une famille de banquiers italiens installés à Bruxelles à la fin du XVIIe siècle, les Triponetty. 
Elle grandit dans un milieu assez austère et monotone avec son père, qui vend rapidement son étude pour vivre de ses rentes, sa mère qui a des principes sévères et une tante à l’humeur acariâtre.  
Elle est éduquée à la maison par Mauvy, le directeur du journal Le Bon Génie et trouve dans les études une échappatoire à son milieu familial déprimant. Elle apprend six langues et prend des cours de peinture avec Joseph Paelinck. 
Elle lit beaucoup, aussi bien les auteurs classiques de la bibliothèque familiale que les romans nouveaux qu'elle lit en cachette. Elle admire George Sand depuis son adolescence et lui envoie même une de ses nouvelles. Elle traduit Dante et Shakespeare et écrit ses premières œuvres qu’elle fait paraître dans Le Bon génie. Avant son mariage, elle a déjà écrit une dizaine de nouvelles, des dissertations sur des sujets de morale et un journal intime qu’elle poursuivra jusqu’à sa mort. 
Mariée en 1848, à l'âge de 27 ans à Charles Ruelens (1820-1890), rédacteur au Journal de Bruxelles, homme de lettres, qui deviendra Conservateur à la Bibliothèque royale de Belgique, Caroline Gravière se trouve immergée dans le milieu intellectuel bruxellois bien que son mari soit issu d'une famille catholique conservatrice. Le couple a six enfants entre 1848 et 1860 dont deux meurent en bas âge. 

### Œuvre littéraire
En 1864, elle écrit un premier roman, Une histoire du pays, sous le pseudonyme de Michel Fleury. Elle écrit ensuite, jusqu’en 1878, sous le pseudonyme de Caroline Gravière, une vingtaine de romans et de nouvelles dont beaucoup sont d'abord publiés dans la Revue trimestrielle (à partir de 1867), une revue libérale dirigée par Eugène Van Bemmel et dans la Revue de Belgique (à partir de 1872) ou encore l'Etoile belge : Une Expérience in anima vili (1867), Choses reçues (1868), Un Lendemain (1868), Gentilhommerie d’aujourd’hui (1868), La Servante (1871), L’Énigme du docteur Burg (1872), Mi-la-sol (1872), Le Bon vieux temps (1873), Sur l’Océan (1874), Un Mariage à Bruxelles (1875), etc.
Ses livres sont traduits en néerlandais, en allemand et en anglais, et une partie est réunie et éditée par le bibliophile Jacob en 1873 sous le titre « Romans et Nouvelles ».
Dans ses récits, elle critique les conventions sociales, les préjugés et l'hypocrisie qu'elle estime être des obstacles au bonheur et à la libération de l'individu. Elle aborde des sujets osés pour l'époque : l'égalité sociale des sexes, les droits de femmes, la place du sentiment dans le mariage ... Elle dénonce aussi la place inégale des femmes dans les lois et la société,.
La production de Caroline Gravière correspond au réalisme littéraire de la fin du XIXe siècle. Dans les années 1870, lorsqu'elle écrit, ce courant n'en est qu'à ses balbutiements ; Caroline Gravière s'en tire avec des œuvres moins marquées de stéréotypes que ses pairs masculins.  
Caroline Gravière s'inscrit dans le courant du réalisme littéraire de la seconde moitié du XXe siècle. Elle est considérée comme une pionnière de mouvement en Belgique. A la différence du réalisme belge, elle peint des gens du monde et des citadins plutôt que des hommes du peuple, et ne s’attache pas trop au caractère national de ses personnages mais s’inscrit dans son temps par les idées qu’elle défend. Dans Une Parisienne à Bruxelles, où une jeune mariée est confrontée à l'hostilité de sa belle-famille, elle livre une satire des mœurs de la petite bourgeoisie belge des années 1870. 
Elle est surnommée la George Sand belge et aussi comparée à Balzac, peut-être en raison du jugement moral qu'elle porte sur la société qu'elle décrit. L'influence de Balzac se ressent surtout dans  L’Énigme du docteur Burg, étude physiologique sur le sentiment amoureux, et Mieux vaut jamais que trop tard, bref texte posthume sur le type de la vieille fille. De George Sand, on retrouve la simplicité du décor, l’intrigue amoureuse comme thème principal et la représentation binaire du monde qui prend parti pour les plus humbles.
Cependant d'autres auteurs la comparent plutôt à Flaubert, comme Jean-Marie Culot  ou à Lamartine, comme Guy Ducrey.
Elle a droit à une certaine reconnaissance, notamment grâce à ses bons rapports avec Paris et tient un salon littéraire, dès 1857 un salon littéraire à son domicile, rue de la Limite à Saint-Josse-ten-Noode, dans lequel l'intelligentsia bruxelloise se presse. Elle reçoit deux fois par semaine ses amis et proches qui participent à la vie artistique et littéraire de l'époque : Charles Potvin, Eugène Van Bemmel, Félix Delhasse, Pierre Tempels, Félix Bovie, Jeanne Tordeus, Camille Lemonnier, Charles de Coster, notamment, et quelques Français, dont la comtesse Dash et Sarah Bernhardt lors de leurs passages à Bruxelles.
Luttant pour les droits de la femme à l'éducation et à l'émancipation sociale, elle est entourée de socialistes progressistes (Ligue de l'enseignement ou Libre pensée) principalement issus de l'université libre de Bruxelles. Dans ses romans, elle dénonce l'enfermement des femmes, le monde cruel des petits bourgeois et la réprobation sociale qui frappe celles qui sortent du rang. Ses personnages féminins évoluent dans des milieux hostiles. Dans Un paradoxe, Élise veut devenir peintre mais doit se cacher sous un déguisement masculin et, finalement, l'homme qu'elle aime la rejettera parce qu'elle est une artiste. 

### Fin de vie
Caroline Gravière meurt le 20 mars 1878 des suites d'un cancer. Camille Lemonnier lui rend un vibrant hommage « Elle s'était choisi le nom de Caroline Gravière. Il a fallu notre petit pays tracassier et indifférent pour que ce nom ne devienne pas célèbre. Caroline Gravière avait germé à la vie cérébrale comme le passe-pierre pousse à travers les grès, en dépit de tous les obstacles que font à la verve de l'écrivain, chez nous, la froideur du public, les préjugés de la famille, le dédain des bourgeois, la haine de tout ce qui n'est pas le niveau. Ce que nous descendions à la fosse, en ce triste matin de mars, c'était un coin de notre littérature, l'un des plus purs et des plus originaux ».
Son œuvre est, depuis, un peu tombée dans l'oubli, mais Sara Dombret de la maison d'éditions, Névrosée, a entrepris de rééditer les romans d'écrivaines du XIXe et du XXe siècle aujourd'hui injustement oubliées. Une Parisienne à Paris de Caroline Gravière est ainsi réédité en 2019.

## Œuvres
La bibliographie de l'autrice n'est pas établie avec certitude. Il semble qu'elle ait écrit une vingtaine de romans, des romans-feuilletons, des nouvelles. 
- Sarah, (?)
- Une histoire du pays, 1864, sous le nom de Michel Fleury.
- Un lendemain, 1867.
- Sur l’océan, 1867.
- Le Vieux Bruxelles, 1867.
- Une expérience in anima vili, 1867.
- La Servante, 1872.
- L’Énigme du docteur Burg, 1872.
- Gentilhommière d’aujourd’hui, 1872.
- Le Bon Vieux Temps, 1872.
- Mi-la-sol, 1872.
- Sainte-Nitouche, 1873.
- Choses reçues, 1873.
- Un paradoxe, 1875.
- Une Parisienne à Bruxelles (1875), Académie royale de langue et littérature française, coll. Histoire littéraire, 1998 ; ONLIT, édition numérique, mars 2013 ;  Névrosée, éditeur, nouvelle édition en 2019 .
- Le Sermon de l’abbé Goyet, 1876.
- Un héros, 1877.